# Gobernación de Ben Arous
La Gobernación de Ben Arous (en árabe, ولاية بن عروس) es una gobernación de Túnez. Tiene una población estimada, a mediados de 2021, de 715 490 habitantes.
Está ubicada en el norte del país y cubre un área de 761 km². La capital es Ben Arous.
Está rodeada por el mar Mediterráneo y la Gobernación de Túnez, al noreste; la Gobernación de Nabeul, al este; la Gobernación de Zaghouan, al suroeste, y la Gobernación de Manouba, al oeste.
Las precipitaciones se caracterizan por su irregularidad. El clima es lluvioso en invierno y seco en verano, con una media anual de 470 mm.

## Delegaciones con población en abril de 2014
- Ben Arous 31,128
- Bou Mhel el-Bassatine 40,101
- El Mourouj 104,538
- Ezzahra 34,962
- Fouchana 74,868
- Hammam Chôtt 31,858
- Hammam Lif 42,518
- Medina Jedida 57,194
- Mégrine 26,720
- Mohamedia 66,439
- Mornag 61,518
- Radès 59,998